# Vlková
Vlková (in ungherese Farkasfalva, in tedesco Farksdorf) è un comune della Slovacchia facente parte del distretto di Kežmarok, nella regione di Prešov.